# Agencija za sodelovanje energetskih regulatorjev
Agencija za sodelovanje energetskih regulatorjev (angleško: Agency for the Cooperation of Energy Regulators; kratica: ACER) je agencija Evropske unije, ki je bila ustanovljena leta 2009 v sklopu tretjega energetskega paketa EU. ACER je pričel delovati leta 2010 in ima sedež v Ljubljani. 
ACER skrbi za "pravilno delovanje enotnega evropskega trga električne energije in plina", pri čemer nacionalnim regulativnim organom "pomaga pri izvajanju njihovih nalog na evropski ravni in po potrebi koordinira njihovo delo".